# オストフリース語
オストフリース語（オストフリースご、オストフリース語: Friâ、英: East Frisian Low Saxon）は低ザクセン語の東フリースラント方言である。

## 言語名別称
- 東フリース語
- 東フリースランド語
- 東フリースラント語
- Ostfriesisch
- Saxon, East Frisian Low
- Eastern Frisian